# Mark Brantley

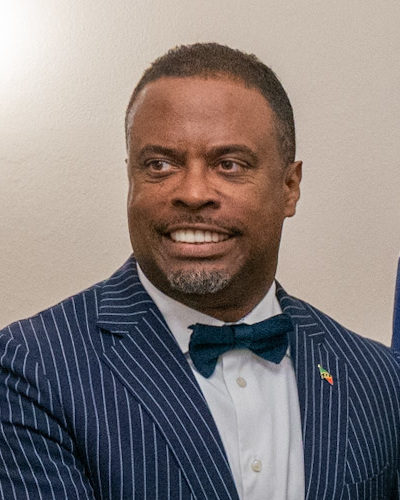
Mark Brantley, 2020

Mark Anthony Graham Brantley (geboren am 11. Januar 1969, Saint George Gingerland, British West Indies) ist ein Politiker in St. Kitts und Nevis. Er ist Premier von Nevis, Leader of the Opposition in der Nationalversammlung und ehemaliger Minister of Foreign Affairs für St. Kitts und Nevis. Am 10. Mai 2022 beschloss Timothy Harris, das Parlament aufzulösen, nachdem er die Unterstützung der gewählten Mehrheit für sein Amt als Premierminister verloren hatte und mit einem historischen Misstrauensantrag in der Nationalversammlung konfrontiert war, und gab an, die Ernennung von mehr als 50 % seines ehemaligen Kabinetts zu widerrufen, einschließlich von Mark Brantley. Brantley war zuvor Oppositionsführer in der Nationalversammlung von St. Kitts und Nevis (2007–2015).

## Leben

### Karriere
Mark Brantley erhielt seine Schulbildung an der Charlestown Secondary School. Er studierte Rechtswissenschaften an der University of the West Indies (Bachelor of Law, Upper Second Class Honors), erhielt sein Legal Education Certificate of Merit von der Norman Manley Law School in Jamaika und besitzt außerdem einen Bachelor of Civil Law der University of Oxford (St. Catherine’s College). Vor seinem Eintritt in die Politik arbeitete Brantley als Attorney (Anwalt). Er hat eine Rechtsanwaltslizenz für St. Kitts und Nevis, Anguilla, Grenada, Antigua und Barbuda und Dominica.

### Politik
Brantley ist als Mitglied der Partei Concerned Citizens’ Movement aus Nevis in der Nationalversammlung. Er diente als Minister of Foreign Affairs. Davor war er stellvertretender Premier von Nevis und war dort Minister of Tourism, Health, Culture, Youth, Sports, and Community Development (Minister für Tourismus, Gesundheit, Kultur, Jugend, Sport und Gemeinschaftsentwicklung). Von 2007 bis 2015 war er Leader of the Opposition in der Nationalversammlung. Er hat auch eine wöchentliche politische Talkshow beim Sender VON Radio 860AM.
Am 29. Oktober 2017 trat Vance Amory, Premierminister von Nevis und Vorsitzender der CCM, zurück, und Brantley übernahm die Führungspositionen auf dem CCM-Parteitag. Am 18. Dezember 2017 gewann seine Partei die Wahl der Nevis Island Assembly, wodurch er seine Rolle als Premier von Nevis behalten konnte.
Er führte seine Partei zum Sieg bei den Wahlen zur Nevis Island Assembly 2017, wobei die CCM vier der fünf Sitze gewann. Derzeit ist er Premier von Nevis und hat verschiedene Ministerfunktionen in der Verwaltung der Insel Nevis inne.
Am 10. Oktober 2022 wurde er zum Oppositionsführer in der Nationalversammlung ernannt.

## Familie
Brantley ist verheiratet und hat zwei Töchter.
| Vorgänger   | Amt                     | Nachfolger |
| ----------- | ----------------------- | ---------- |
| Vance Amory | Premier von Nevis 2017- | —          |